# Čapljina
Čapljina (v srbské cyrilici Чапљина) je město na jihovýchodě Bosny a Hercegoviny, v údolí řeky Neretvy. V roce 1991 zde podle sčítání lidu žilo 7 500 obyvatel. Město se nachází v údolí na soutoku řeky Nerevy a Trebižatu.

## Historie
Oblast dnešního města byla dle starořeckých dokumentů[zdroj?] osídlena ilyrskými národy. Poté, co bylo jedno z místních ilyrských království rozvráceno Římskou říší, zde vybudovali římští kolonisté několik osad, které v 3. století př. n. l. vznikly v blízkosti obcí Dretelj, Počitelj a Žitomislići. Jedna z osad, která se nacházela v blízkosti dnešního města, se díky přirozené křižovatce obchodních cest stala důležitým centrem obchodu. Existovalo zde i několik vil bohatých římských občanů.
Slované osídlili tuto oblast v raném středověku. Později bylo spravována oblast dnešního města Benátčany, později připadla středověkému bosenskému státu. Následně byla začleněna do Osmanské říše.

## Ekonomika
Na ekonomický rozvoj regionu měla značný vliv především strategicky vhodná poloha města ve srovnání se zbytkem Hercegoviny.
Ekonomický útlum se po poslední válce projevil také i vysokou nezaměstnaností, která v roce 2015 dosahovala v Čapljině 23,8 %. Ještě v 80. letech se zde nacházel velký potravinářský podnik Lasta, který zaměstnával až tisíc lidí.

## Obyvatelstvo
Většina obyvatel města je chorvatské národnosti, žijí zde menšiny Bosňáků a Srbů.[zdroj?] V roce 2013 se z općiny Čapljina přihlásilo 20 538 z 26 157 obyvatel k chorvatské národnosti.

## Doprava
Městem prochází hlavní silniční tah ze Sarajeva a Mostaru k pobřeží Jaderského moře, které je od města vzdálené jen 20 km. Prochází tudy také železniční trať Sarajevo–Ploče. Do roku 1976 odsud vedla také i trať do Boky Kotorské. Severozápadně od města se nachází i dálnice, která kopíruje známý silniční tah.

## Významní rodáci
- Slobodan Praljak (1945–2017), bosenský Chorvat, souzený Mezinárodním trestním tribunálem pro bývalou Jugoslávii